# Willy von Beckerath

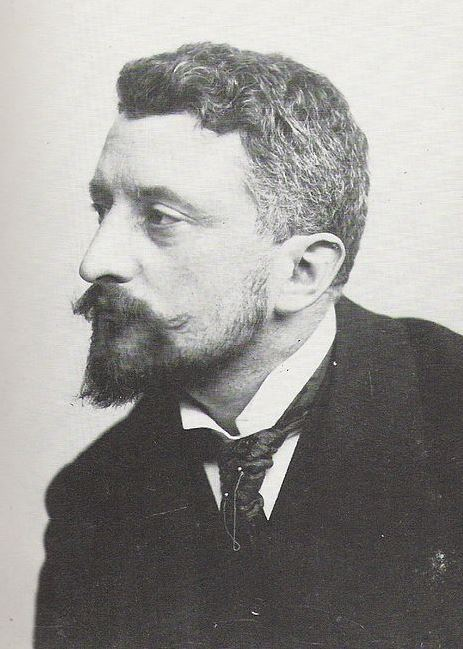
Willy von Beckerath

Willy von Beckerath (* 28. September 1868 in Krefeld; † 10. Mai 1938 in Irschenhausen) war ein deutscher Maler der Düsseldorfer Schule und Professor an der Kunstgewerbeschule in Hamburg.

## Leben und Werk

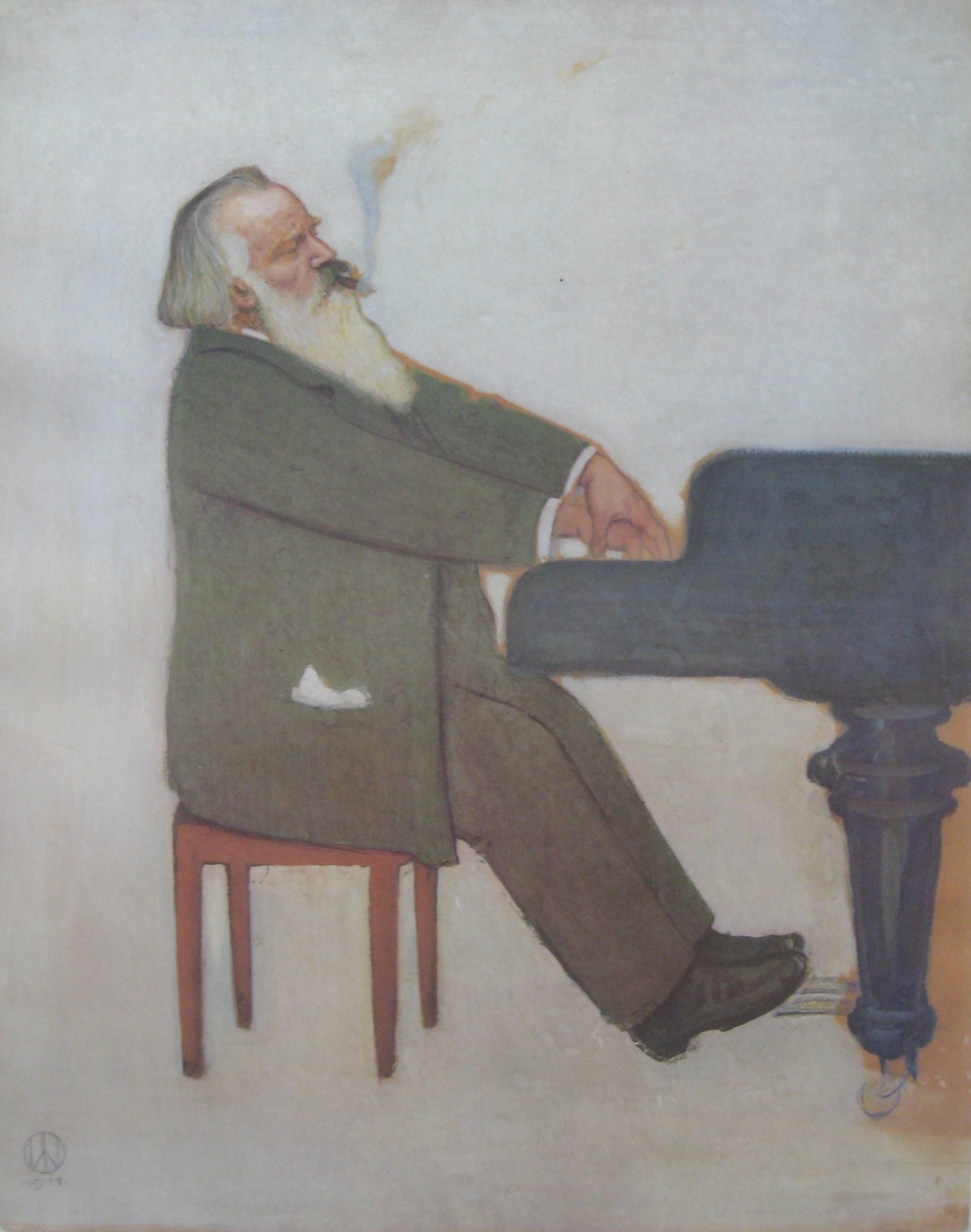
Brahms am Flügel (1896)

Beckerath-Saal in der Kunsthalle Bremen

Beckerath studierte von 1885 bis 1894/1895 unter Heinrich Lauenstein, Hugo Crola, Adolf Schill und Peter Janssen dem Älteren an der Kunstakademie Düsseldorf, dann in München und schloss Bekanntschaft mit Rudolf Czapek und Alexej von Jawlensky. 1896 erhielt er auf der Internationalen Kunstausstellung in Berlin eine kleine Goldmedaille. Anfangs religiöse Motive malend wandte er sich bald, von Max Klinger beeinflusst, mythologischen Themen zu.
1902 war er gemeinsam mit Karl Bertsch und Adelbert Niemeyer Mitbegründer der Münchner Werkstätten für Handwerkskunst, entwarf für diese Werkstätten Möbel und Hausrat. Im Jahre 1907 schloss sich sein Betrieb mit den Dresdner Werkstätten für Handwerkskunst des Möbelfabrikanten Karl Schmidt-Hellerau zusammen, das neue Unternehmen wurde Deutschen Werkstätten für Handwerkskunst Hellerau genannt. Um die Produktion zu optimieren, wurde ein Fabrikneubau geplant. Um die Mitarbeiter stärker zu motivieren, sollten sie in der Nähe des neuen Werkes angesiedelt werden und bessere Wohnbedingungen vorfinden, als zu jener Zeit üblich. Das Ergebnis war die Gründung der ersten deutschen Gartenstadt Hellerau, einer Reformsiedlung am Nordrand von Dresden im Stadtbezirk Klotzsche.
1906/07 wurde der Skulpturensaal in der Kunsthalle Bremen durch die Architekten „Eeg & Runge“ neu gestaltet, die dekorativen Wandfüllungen stammen von Alexander von Salzmann und die monumentalen Wandgemälde von Beckerath nach dem der Saal auch letztlich benannt wurde.
Von 1907 bis 1930 war Beckerath Professor der Monumentalmalerei an der Kunstgewerbeschule in Hamburg. Für den 1913 fertiggestellten Neubau der Kunstgewerbeschule am Lerchenfeld (Architekt Fritz Schumacher) schuf er von 1912 bis 1918 den Wandzyklus Die ewige Welle. Dieses etwa 44 Meter breite achtteilige Gemälde stellt Paraphrasen zur Entwicklung der Kultur dar. Es gilt als sein Hauptwerk und wurde mit einer Rede von Aby Warburg am 23. März 1918 der Öffentlichkeit vorgestellt.
Neben Porträts (berühmte Brahms- und Reger-Bilder), Landschaften, Glas- und Wandmalereien schuf er auch Kleinplastiken.
Söhne aus seiner Ehe mit der Pianistin Luise „Lulu“ Schultz (1872–1958) waren der Orgelbauer Rudolf von Beckerath (1907–1976) und der Cellist Hermann von Beckerath (1909–1964). Der Maler Moritz von Beckerath (1838–1896) war ein Verwandter.
Ein Teil seines schriftlichen Nachlasses liegt im Deutschen Kunstarchiv im Germanischen Nationalmuseum in Nürnberg.